# Liste der Kulturdenkmale in Iława
In der Liste der Kulturdenkmale in Iława sind Kulturdenkmale in der Stadt Iława (deutsch Deutsch Eylau) im Powiat Iławski in Polen aufgeführt. Grundlage ist die Denkmalliste der Woiwodschaft Ermland-Masuren (Stand: 30. Dezember 2018).
Die folgende Liste umfasst Einzeldenkmale und die Denkmalzone der Altstadt, aber keine Parks oder Gärten.
Diese Liste ist Gegenstand von Erweiterungen und durch Anklicken der Pfeilsymbole sortierbar.
| Bezeichnung             | Ortsteil Lage                   | Beschreibung | Bauzeit     | Bild                                           |
| ----------------------- | ------------------------------- | --- | ----------- | ---------------------------------------------- |
| Kirche Mariä-Empfängnis | O. Kopernika (Lage)             | Erbaut als römisch-katholische Kirche im Stil des Neuen Bauens; die weiße Kirche genannt                            | 1931–1933   | Kirche Mariä-Empfängnis                        |
| Kirche der Verklärung   | Altstadt (Lage)                 | Ehemals evangelisch; Bauwerk der Backsteingotik ; Turm 1550, Renaissance; Innenausstattung und Teile der Stadtmauer | 1317–1325   | Kirche der Verklärung                          |
| Pfarrhaus               | Altstadt (Lage)                 | Neugotisches Backsteingebäude                                                                                       | 1902–1903   | Pfarrhaus                                      |
| Stadtmauer              | Altstadt                        | Reste der Stadtmauer mit Teilen des Burggrabens                                                                     | 14. Jh.     | Reste der Stadtmauer                           |
| Bahnhofs- gebäude       | Osiedle Wojska Polskiego (Lage) | Empfangsgebäude im Heimatstil, repräsentativer Backsteinbau                                                         | 1905        | Hauptbahnhof                                   |
| Bahnhof, Bahnsteige     | Osiedle Wojska Polskiego (Lage) | Bahnsteige und Unterführung                                                                                         | 1905        |                                                |
| Rathaus                 | Altstadt (Lage)                 | Repräsentatives Gebäude mit drei Flügeln                                                                            | 1912–1913   | Rathaus                                        |
| Schule                  | Centrum (Lage)                  | Backsteingebäude; heute Gimnazjum nr 1                                                                              | 1902–1903   | Gimnazjum nr 1                                 |
| Stadthalle              | Altstadt (Lage)                 | Erbaut als Stadthalle, bis heute genutzt als Kino Pasja                                                             | 1920        | Stadthalle, heute Kino                         |
| Wohnhaus                | Centrum (Lage)                  | Mietshaus, ul. Kościuszki 6, Jugendstil                                                                             | 1910        | Kościuszki 6                                   |
| Wohnhaus                | Centrum (Lage)                  | Mietshaus, ul. Kościuszki 14, um 1900 erbaut                                                                        | 1900 (um)   | Kościuszki 14                                  |
| Wohnhaus                | Centrum (Lage)                  | Mietshaus, ul. Kościuszki 15, Neorenaissance                                                                        |             | Kościuszki15                                   |
| Wohnhaus                | Centrum (Lage)                  | Mietshaus und Nebengebäude, ul. Kościuszki 27, um 1900 erbaut                                                       | 1900 (um)   | Kościuszki 27                                  |
| Wohnhaus                | Centrum (Lage)                  | Mietshaus ul. Niepodległości 4b, 4. Quartal des 19. Jh.                                                             | 1900 (vor)  | Niepodległości 4b                              |
| Wohnhaus                | Centrum (Lage)                  | Mietshaus und Nebengebäude, ul. Niepodległości 4, um 1900 erbaut                                                    | 1900 (um)   |                                                |
| Villa                   | Osiedle Ostródzkie (Lage)       | Villa ul. Ostródzka 2, vor 1900 erbaut                                                                              | 1900 (vor)  |                                                |
| Villa                   | Osiedle Sienkiewicza (Lage)     | Villa ul. Sienkiewicza 10, 4. Quartal des 19. Jh.                                                                   | 1900 (vor)  | Sienkiewicza 10                                |
| Remise                  | Osiedle Kopernika (Lage)        | Pferdestall und Remise, Ende des 19. Jh.                                                                            | 1900 (vor)  | Ehemalige Remise                               |
| Magazin                 | Osiedle Kopernika (Lage)        | Proviantmagazin, nach 1880                                                                                          | 1880 (vor)  | Proviantmagazin                                |
| Gaswerk                 | Centrum (Lage)                  | Ehemaliges Gaswerk; heute griech.-katholische Kirche św. Jana Apostoła                                              | 1899, 1910  | Kirche, ehemaliges Gaswerk                     |
| Mühle                   | Osiedle Kopernika (Lage)        | Mühle, später Lager-, heute Mietshaus; Ende des 19. Jh.                                                             | 1900 (vor)  | Ehemalige Mühle                                |
| Mühle                   | Centrum (Lage)                  | Wassermühle, Wohn- und Wirtschaftsgebäude                                                                           | 1912        | Wassermühle                                    |
| Verwaltungsgebäude      | Osiedle Podleśne (Lage)         | Verwaltungsgebäude des Wasserwerks                                                                                  | 1903        |                                                |
| Verwaltungsgebäude      | Osiedle Dąbrowskiego (Lage)     | Verwaltungsgebäude des ehemaligen Schlachthofs                                                                      | 1905        | Verwaltungsgebäude des ehemaligen Schlachthofs |
| Wasserturm              | O. Podleśne (Lage)              | Wasserturm, 27 Meter hoher Backsteinbau                                                                             | 1905 (vor)  | Wasserturm, vor 1905                           |
| Wasserturm              | O. Wojska Polskiego (Lage)      | Wasserturm, Backstein- und Betonbau; benachbart ein Wasserturm von 1871 (ohne Eintrag)                              | 1915        | Wasserturm von 1915                            |
| Wasserturm              | Industriegebiet (Lage)          | Wasserturm im Bahnbetriebswerk heute ZNTK, 45,4 Meter hoch                                                          | 1942        | Wasserturm von 1942                            |
| Denkmalzone             | Altstadt                        | Die Anlage der Altstadt (polnischStare Miasto) steht seit 1957 unter Schutz                                         | 14.–19. Jh. |                                                |